# Ignacio Méndez
Juan Ignácio Méndez (Luján de Cuyo, 28 aprile 1997) è un calciatore argentino, centrocampista del Newell's Old Boys.

## Caratteristiche tecniche
È un centrocampista centrale.

## Carriera

### Club
Cresciuto nelle giovanili dell'Argentinos Juniors, ha esordito in prima squadra il 12 luglio 2017 in occasione del match di campionato vinto 2-1 contro il Nueva Chicago.

### Nazionale
Nel 2017 è stato convocato dalla nazionala Under-20 argentina per i Mondiali di categoria.

## Statistiche

### Presenze e reti nei club
Statistiche aggiornate al 22 settembre 2018.
| Stagione        | Squadra            | Campionato      | Campionato | Campionato | Coppe nazionali | Coppe nazionali | Coppe nazionali | Coppe continentali | Coppe continentali | Coppe continentali | Altre coppe | Altre coppe | Altre coppe | Totale | Totale | Totale |
| Stagione        | Squadra            | Comp            | Pres       | Reti       | Comp            | Pres            | Reti            | Comp               | Pres               | Reti               | Comp        | Pres        | Reti        | Pres   | Reti   |        |
| --------------- | ------------------ | --------------- | ---------- | ---------- | --------------- | --------------- | --------------- | ------------------ | ------------------ | ------------------ | ----------- | ----------- | ----------- | ------ | ------ | ------ |
| 2016-2017       | Argentinos Juniors | PD              | 2          | 0          | CA              | 0               | 0               |                    | -                  | -                  |             | -           | -           | 2      | 0      |        |
| 2017-2018       | Argentinos Juniors | PD              | 0          | 0          | CA              | 0               | 0               |                    | -                  | -                  |             | -           | -           | 0      | 0      |        |
| 2018-2019       | Argentinos Juniors | PD              | 4          | 0          | CA              | 2               | 0               |                    | -                  | -                  |             | -           | -           | 6      | 0      |        |
| Totale carriera | Totale carriera    | Totale carriera | 6          | 0          |                 | 2               | 0               |                    | -                  | -                  |             | -           | -           | 8      | 0      |        |